# Escuela de Especialidades «Antonio de Escaño»
La Escuela de Especialidades «Antonio de Escaño», es un centro de enseñanza militar de la Armada Española en el que se imparten numerosas especialidades y los cursos de acceso a la condición de militar profesional de la categoría de tropa y marinería y a la Escala de Suboficiales del Cuerpo General de la Armada (CAES). Se encuentra ubicada en el barrio de Caranza de la ciudad de Ferrol (La Coruña).
Este organismo es heredero de la Escuela de Maquinistas de la Armada, que fue inaugurada por la reina Isabel II en 1850 y estuvo situada en el Arsenal de Ferrol. En 1989, la Escuela de Maquinistas se mudó a las instalaciones actuales en la zona de Caranza. Cinco años después abrió sus puertas como Escuela de Energía y Propulsión de la Armada (ESEPA) al hacerse cargo de los cursos que realizaba la Escuela de Transmisiones y Electricidad (ETEA) que la Armada tenía en Vigo. En 2001 adquiere su denominación actual, continuando su recién creado Departamento de Idiomas con la actividad de la Escuela de Idiomas de la Zona Marítima del Cantábrico. Al año siguiente recibe de la Escuela de Transmisiones y Electricidad las enseñanzas de sistemas tácticos y electrónica y comunicaciones. Finalmente, en el año 2003, se integran la Escuela de Informática de Madrid y la Escuela de Armas «Antonio de Ulloa», resultado de la fusión en 1999 de la Escuela de Armas (anteriormente Escuela de Armas de la Armada Cartagena y antes de esta, la Escuela de Armas Submarinas "Bustamante") y de la Escuela de Tiro y Artillería Naval (heredera de la Escuela de Artillería Naval de Sevilla).
Esta escuela cuenta con los siguientes departamentos:
1. Instrucción y Adiestramiento
2. Energía y Propulsión
3. Operaciones
4. Idiomas extranjeros
5. Tecnologías de Comunicaciones e Información y Armas
  1. Sección de Medidas Contra Minas (en el Arsenal de Cartagena).

Los cursos impartidos en la Escuela de Especialidades «Antonio de Escaño» son:
- Curso de Acceso a la Condición de Militar Profesional de Tropa y Marinería, con las especialidades de Operaciones y Sistemas y Energía y Propulsión.
- Curso de Acceso a la Escala de Suboficiales del Cuerpo General de la Armada, CAES (después de cursar los seis primeros meses se en la Escuela de Suboficiales). Se obtiene el Título de Técnico Superior de Formación Profesional del sistema educativo general tras realizar las especialidades de sistemas, mantenimiento electrónico, armas, tecnologías de comunicaciones e información o energía y propulsión.
- Cursos de capacitación para el ascenso a cabo y cabo primero con las especialidades de sistemas, armas, tecnologías de comunicaciones e información o energía y propulsión.
- Cursos de especialización para oficiales, con las especialidades de sistemas de combate, control de plataforma, tecnologías de comunicaciones e información o aptitudes.
- Cursos monográficos, tienen como objetivo instruir en la utilización o mantenimiento de sistemas o equipos en las unidades.

En la escuela también se organizan cursos de adiestramiento y apoyo destinados tanto a personal de la Armada como externo.